# Hypocacculus puncticollis
Hypocacculus puncticollis är en skalbaggsart som först beskrevs av Küster 1849.  Hypocacculus puncticollis ingår i släktet Hypocacculus och familjen stumpbaggar. Inga underarter finns listade i Catalogue of Life.